# Mičije
Mičije (szerbül: Мичије), falu Gradiška községben, Bosznia-Hercegovinában, Bosanska krajina területén, a Szerb Köztársaságban. 

## Fekvése
Bosznia-Hercegovina északi részén, a Potkozarje területén, Banja Lukától légvonalban 23, közúton 38 km-re északra, községközpontjától légvonalban 20, közúton 24 km-re délnyugatra, a Kozara-hegység keleti lábánál, 170-300 méteres magasságban fekszik. 

## Népessége
| Nemzetiségi csoport | Népesség 1991 | Népesség 2013 |
| ------------------- | ------------- | ------------- |
| Szerb               | 4             | 26            |
| Bosnyák             | 0             | 3             |
| Horvát              | 358           | 11            |
| Jugoszláv           | 14            | 0             |
| Egyéb               | 13            | 1             |
| Összesen            | 389           | 41            |

## Története
Mičijét először 1237-ben említik az egyházi feljegyzések, amikor egy Pavao Dragicević nevű horvát katolikus pap bérmálást tartott a Mičijében élő gyermekek számára. A faluban sok nagycsalád élt, gyakran több mint 10 gyermekkel. Mindenki földművesként dolgozott. A dialektusuk alapján az emberek Dalmáciából kellett, hogy származzanak. A település 1878-ig tartozott az Oszmán Birodalomhoz, ekkor a berlini kongresszus határozata alapján az Osztrák-Magyar Monarchia része lett. A monarchia szétesésével 1918-ban előbb a Szerb-Horvát-Szlovén Királyság, majd 1929-től a Jugoszláv Királyság része. A falu és temploma 1923-tól a šimići Szent Péter és Pál plébánia filiája volt. Jugoszlávia megszállása után a település a Független Horvát Állam (NDH) része, majd 1945-től a szocialista Jugoszlávia része lett. 1956-tól főleg a fiatalok mentek külföldre vendégmunkásnak. Ez gazdasági fejlődést eredményezett. Az infrastruktúra több szempontból is fejlődött. Az új házak gombaként szaporodtak. Egyre több volt az autó és a mezőgazdasági gép. 1972-ben bevezették a villanyt és bekötőút épült Turjakba. 1963-ban új iskolát építettek. Az új katolikus templom 1988-ban nyílt meg. Egyre több házat kapcsoltak be a telefonhálózatba.
A boszniai háború idején a település a Boszniai Szerb Köztársaság része volt. Ennek ellenére a horvát többségű falu aránylag békében élhetett. 1995. augusztus 25. azonban Mičije történetének egyik legsötétebb napja lett, amikor a micijei lakosokat erőszakkal kilakoltatták. A helyieket két buszra parancsolták. Házaikat lebontották, anyagukat építőanyagkétn adták el. A legtöbb mićijei lakos az Horvátországban lelt menedékre, de sokan Ausztriában, Németországban, Svájcban, Svédországban, Kanadában, gyakorlatilag a világ minden táján kaptak védelmet. A daytoni békeszerződést követő területfelosztásnál a település Bosanska Gradiška község részeként a Szerb Köztársaság területéhez került. Ma Mičijében már régen kihalt az élet, kihalt az iskola, bezárták az üzleteket, bezárták a házakat, elvadultak a gyümölcsösök, a Lubina-folyó partja, melyben egykor rengeteg pisztráng, rák, növény- és állatvilág élt szintén el van hanyagolva. A házak telkei többnyire üresen állnak, tulajdonosaik Horvátországban, Ausztriában, Németországban és a világ más részein élnek. Időnként eljönnek Mičijébe, de csak egy-két napra, amikor összegyűlnek a templom udvarán és a temetőben, ahol gyertyát gyújtanak őseik lelkéért.

## Nevezetességei
Páduai Szent Antal tiszteletére szentelt római katolikus templomát 1995-ben lerombolták. A háború után a mičijeiek adományaiból újjáépítették.